# Martin Atkinson
Martin Atkinson (Bradford, 31 marzo 1971) è un arbitro di calcio inglese.

## Carriera
È un arbitro dall'età di sedici anni ed internazionale dal 2006.
Nella stagione 2003-2004, è entrato a far parte della lista degli arbitri nazionali. Si è distinto per non aver espulso nessun giocatore nel periodo di tempo tra l'agosto 2004 e l'ottobre 2005.
Solo due anni dopo il suo debutto nella Football Conference, è stato selezionato per arbitrare la sua prima partita in Premiership: Manchester City-Birmingham City 3-0 del 20 aprile 2005.
Dal 1º luglio 2009 entra a far parte del gruppo Elite degli arbitri UEFA, e nel novembre 2009 viene subito impegnato in occasione dell'andata dello spareggio per l'accesso al Mondiale 2010 tra Portogallo e Bosnia ed Erzegovina.
Nel maggio 2011 dirige la semifinale di ritorno di Europa League tra Sporting Braga e Benfica.
Nell'ottobre del 2011 dirige il derby del Merseyside tra Everton e Liverpool. La sua direzione pro reds suscita sdegno e vergogna in tutto il Regno Unito.
Nel novembre 2011 è designato per dirigere una delle partite di andata degli spareggi per l'accesso a Euro2012. Gli viene assegnato il match tra Repubblica Ceca e Montenegro.
Nel marzo del 2012 è selezionato ufficialmente come arbitro di porta in vista di Euro 2012, nella squadra arbitrale diretta dal connazionale Howard Webb.
Nell'aprile 2012 è designato, per la seconda volta in carriera, per una semifinale di ritorno di Europa League, questa volta tra gli spagnoli dell'Athletic Bilbao e i portoghesi dello Sporting.
Nel maggio 2015 viene designato, per la prima volta in carriera, per una semifinale di UEFA Champions League, nella circostanza la gara di andata tra Juventus e Real Madrid.
Il 18 maggio 2015 l'UEFA rende nota la sua designazione per la finale di Europa League 2014-15 da disputarsi il successivo 27 maggio 2015 presso lo Stadio Nazionale di Varsavia, tra gli ucraini del Dnipro e gli spagnoli del Siviglia.
Nel novembre 2015 viene designato dalla commissione arbitrale UEFA per dirigere il ritorno del play off di qualificazione ad Euro 2016 tra la Danimarca e la Svezia.
Il 15 dicembre 2015 viene ufficialmente selezionato per gli europei del 2016 in Francia.
Agli europei di Francia 2016 il fischietto inglese dirige due gare della fase a gironi e, successivamente, un ottavo di finale tra Irlanda del Nord e Galles, tra l'altro una delle poche partite internazionali ove sia le due squadre in campo che il quintetto arbitrale fossero della stessa cittadinanza, quella del  Regno Unito.
Il 2 maggio 2017 dirige la semifinale di Champions League tra Real Madrid e Atletico Madrid.
Ha arbitrato la sua ultima partita internazionale nel marzo 2018, l'amichevole tra Argentina e Italia all'Etihad Stadium di Manchester.
Il 31 dicembre 2018, a 47 anni, viene ritirato dalle liste FIFA, venendo successivamente impiegato solamente in patria.